# Grete Olsen
Grete Olsen (ur. 18 lutego 1912 w Kopenhadze, zm. 6 kwietnia 2010) – duńska florecistka, wielokrotna medalistka mistrzostw świata.
Podczas mistrzostw świata w Kopenhadze w 1932 roku (oficjalnie zawody tego cyklu rozgrywane są pod tą nazwą dopiero od 1937) Dunki w składzie Ulla Barding, Aase Holgersen, Inger Klint, Gerda Munck, Grete Olsen i Mitzi With wywalczyły złoty medal we florecie drużynowym. W tej samej konkurencji zdobyła też złote medale na mistrzostwach świata w Lizbonie (1947) i mistrzostwach świata w Hadze (1948), srebrny na mistrzostwach świata w Monte Carlo (1950) oraz brązowe na mistrzostwach świata w Paryżu (1937) i mistrzostwach świata w Sztokholmie (1951).
Na igrzyskach olimpijskich w Los Angeles w 1932 roku była ósma we florecie indywidualnym. W rundzie finałowej przegrała siedem z dziewięciu pojedynków. Na rozgrywanych cztery lata później igrzyskach olimpijskich w Berlinie dotarła do ćwierćfinałów. Brała też udział w igrzyskach olimpijskich w Londynie w 1948 roku ponownie odpadła w ćwierćfinałach. 
Z zawodu Olsen była chirurgiem plastycznym. Jej badania nad leczeniem czerniaka przyczyniła się do spadku śmiertelności choroby o około 40%. W czasie wojny zimowej wyjechała do Finlandii, gdzie pracowała w szpitalu. Odznaczona Orderem Danebroga, Medalem Wyzwolenia i Orderem Białej Róży Finlandii